# زبان ساساری
زبان ساساری از زبان‌های ایتالی-دالماسیایی رایج در اروپاست که در ایتالیا و جزیره ساردینیا حدود ۱۰۰هزار تن گویشور دارد.در منطقه خودمختار ساردینیا زبان ساساری حالت رسمی دارد.

## نگارخانه

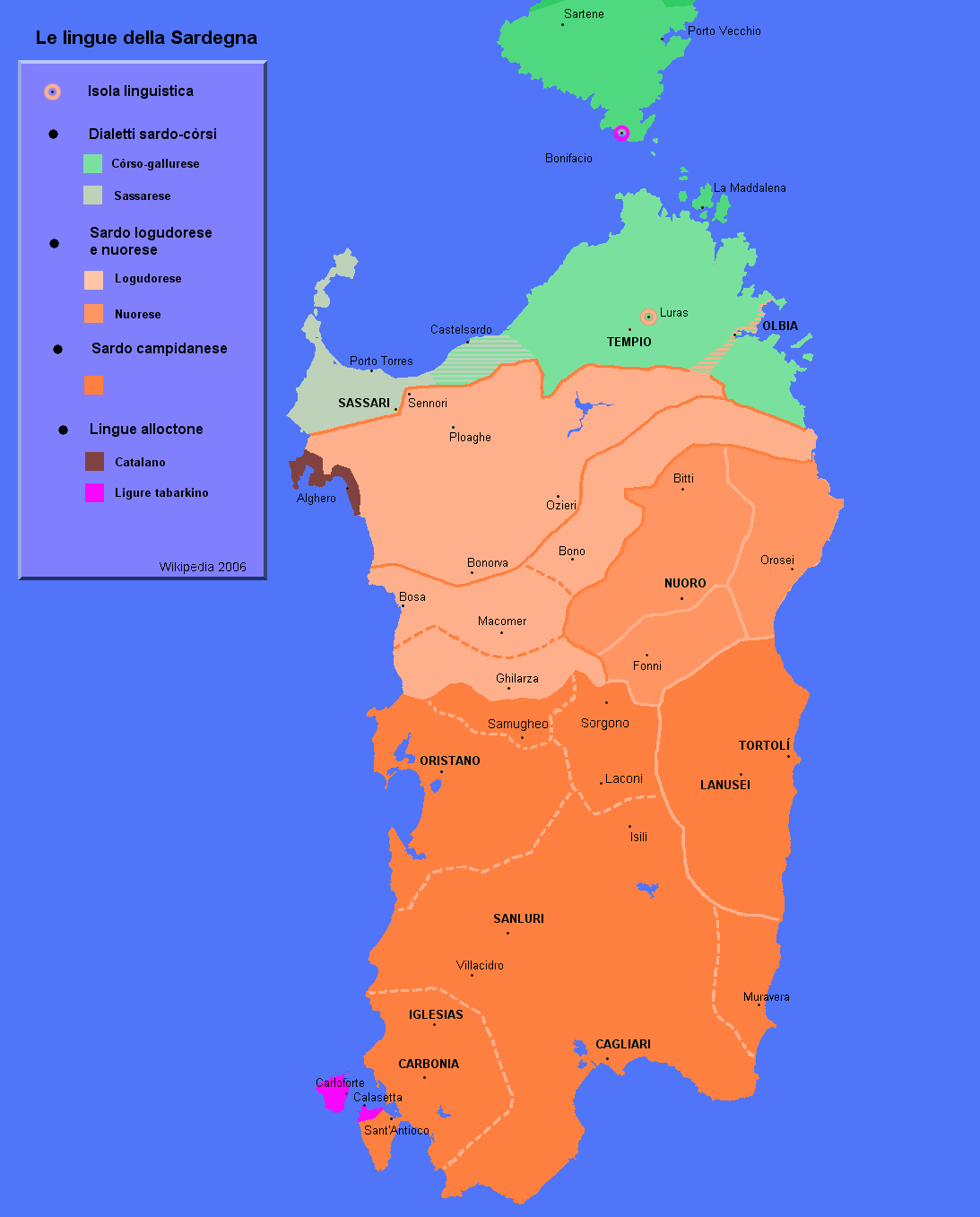
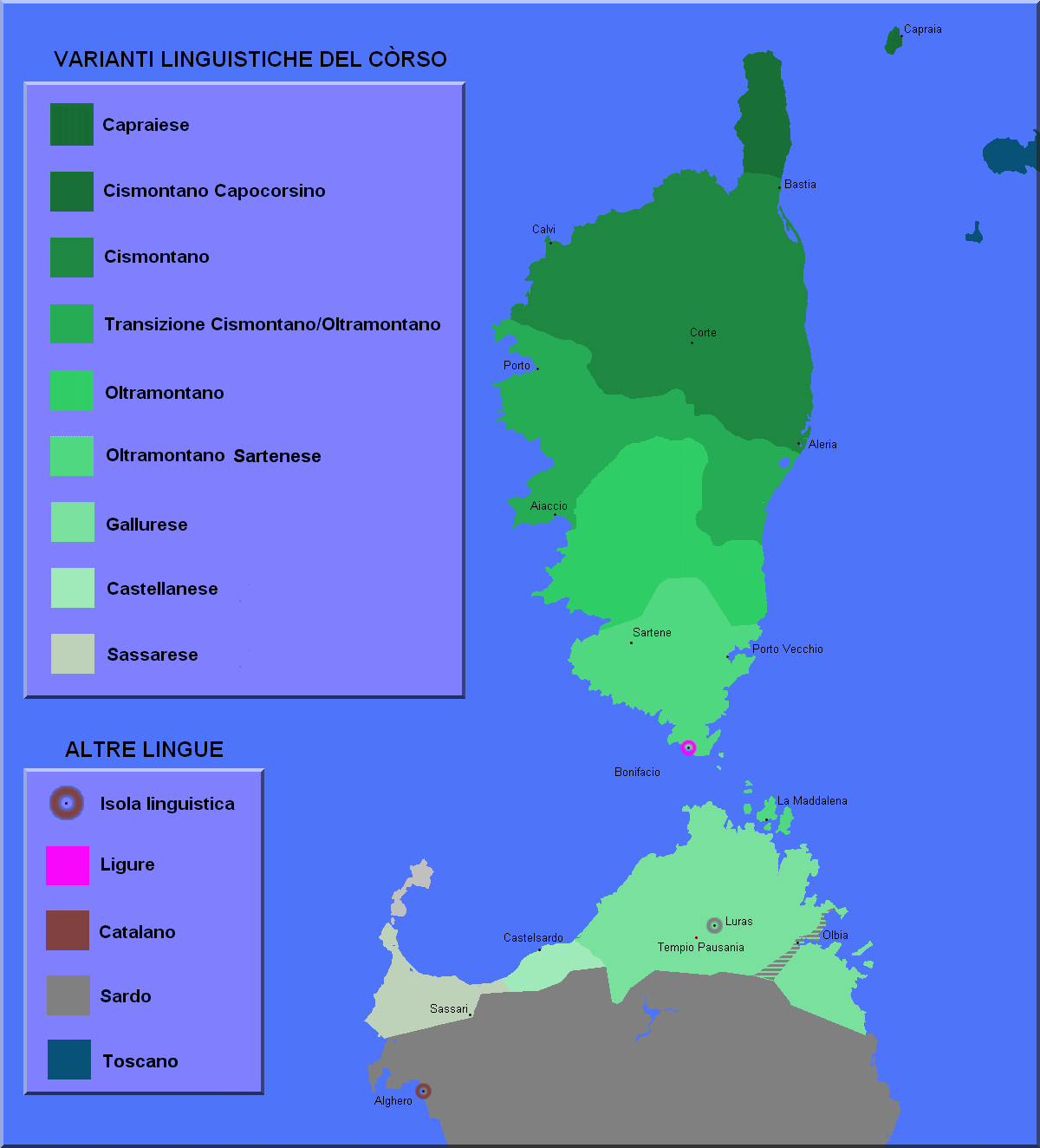
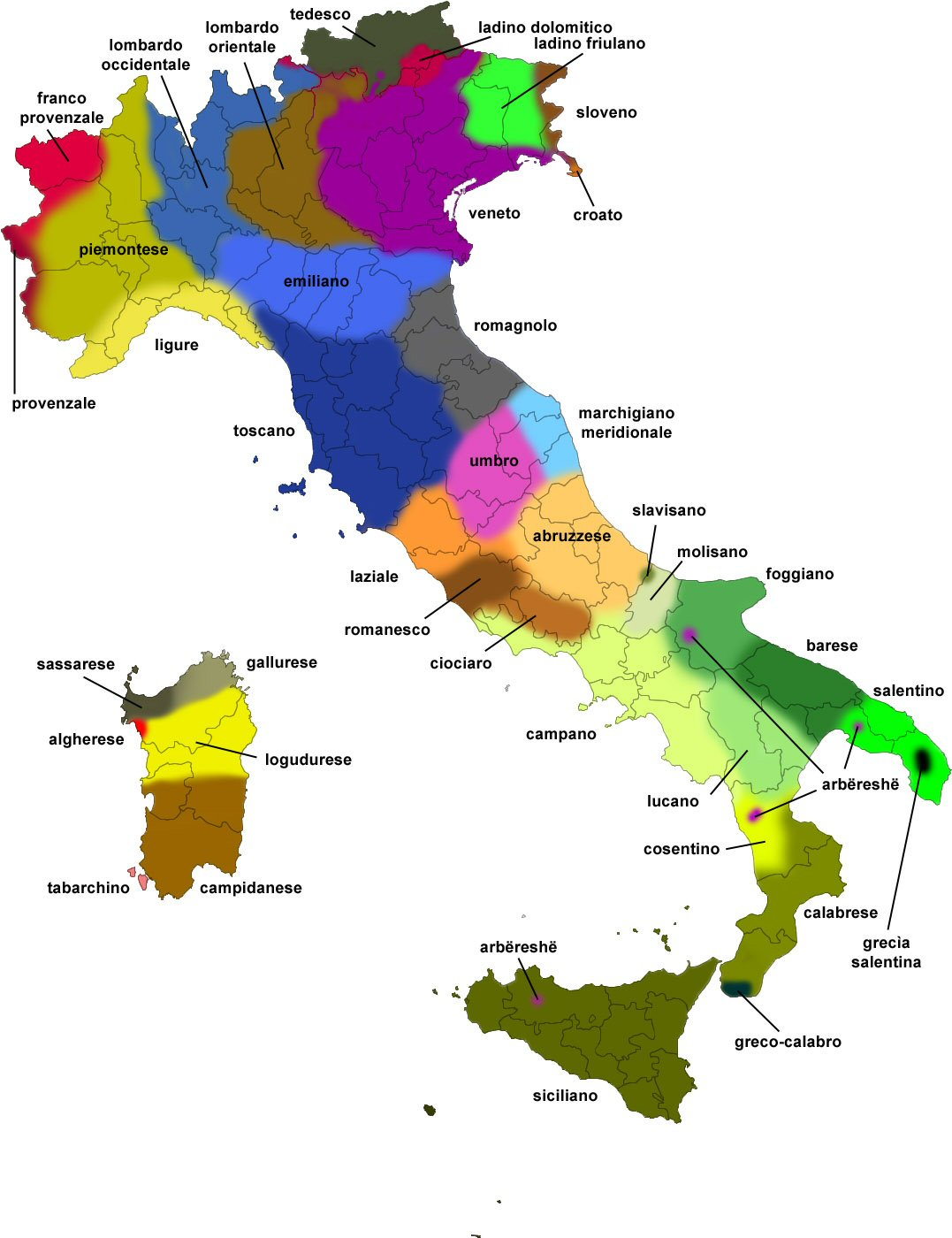
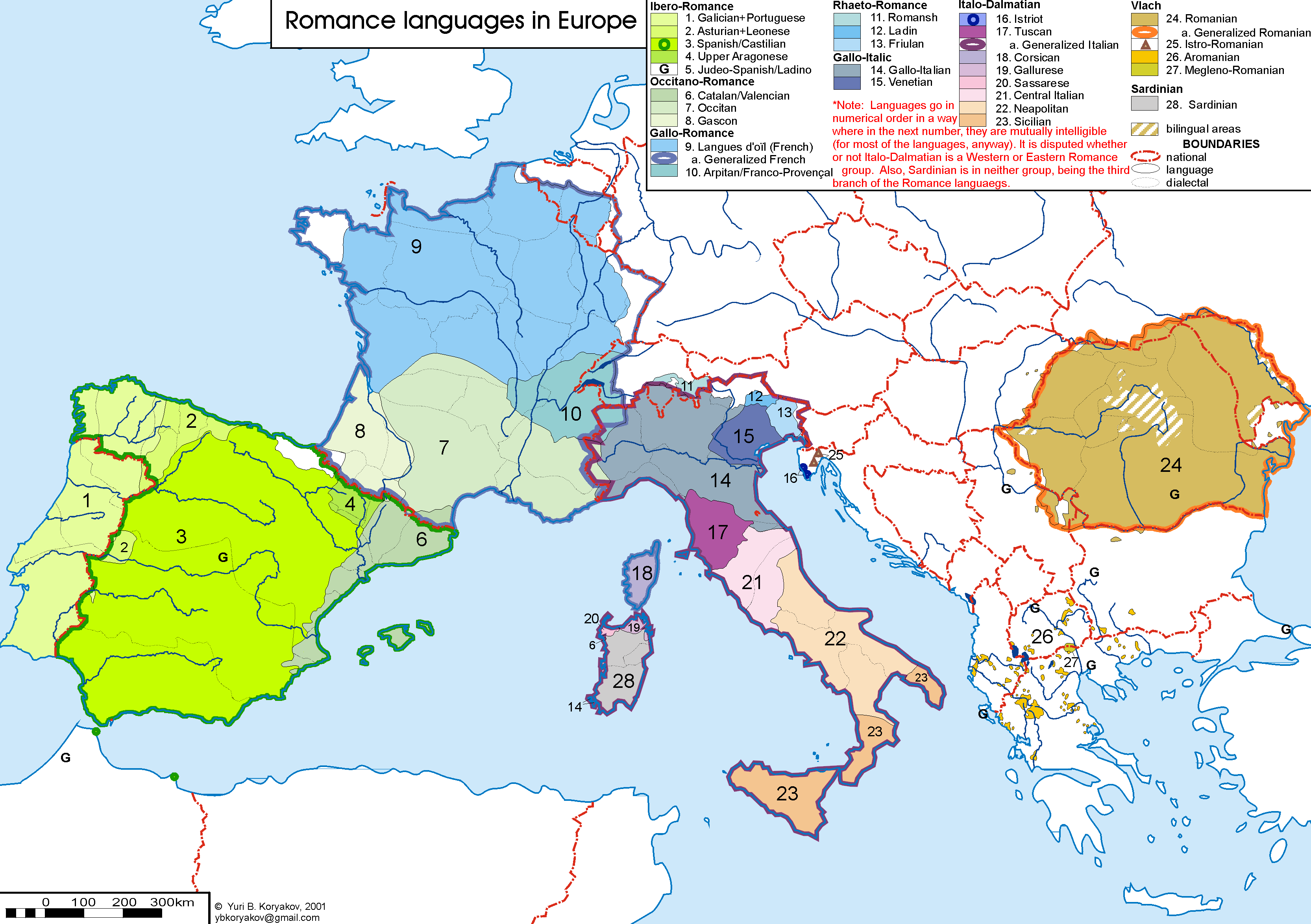